# António Moniz Calau

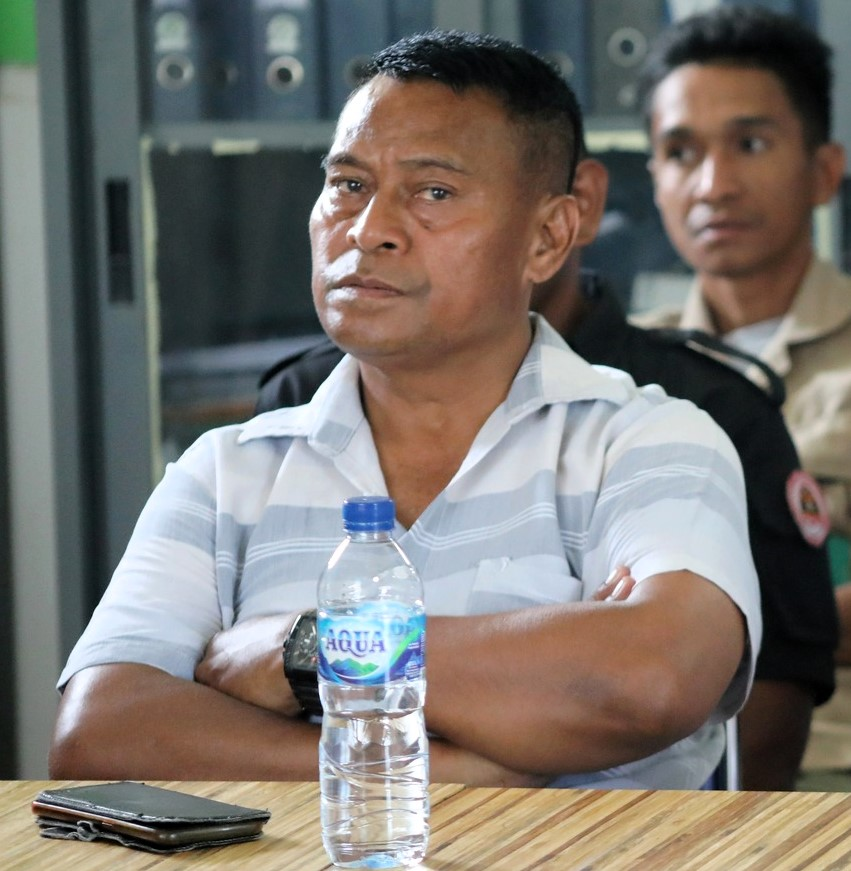
António Moniz Calau (2022)

Antonio Moniz Calau (* 6. Juni 1966 in Same, Manufahi, Portugiesisch-Timor) ist ein osttimoresischer Beamter und Politiker. Er ist Mitglied der FRETILIN.
Calau hat einen Abschluss in Öffentlicher Verwaltung. Er arbeitete als Sekretär und Leiter der Gemeindeverwaltung von Dili.
Bei den Parlamentswahlen 2023 trat Calau auf Platz 11 der Wahlliste der FRETILIN an und gewann einen Sitz im Parlament. Im 6. Nationalparlament Osttimors ist Calau Mitglied des Ausschusses für konstitutionelle Fragen und Justiz (Kommission A).